# Vegar Hoel
Geir Vegar Hoel (Stord, 15 november 1973 – Stavanger, 8 november 2021) was een Noors acteur. Hij werd bekend om zijn rol als Martin in Død snø, om zijn rol als Vegar in de film Mongoland en om zijn rol als Thomas Eriksen in Okkupert. Ook stond hij regelmatig op het toneel.
Hoel overleed na een lang ziekbed op 47-jarige leeftijd.

## Filmografie
- Hevnens demon (1997)
- Benny (1998)
- Før solen står opp (1999)
- Blindsyn (2000)
- Mongoland (2001)
- GASS (2002)
- United (2003)
- Monstertorsdag (2004)
- Alt for Egil (2004)
- Tid for frokost (2004)
- Kontoret for ingenting (2005)
- Der nede sørger de ikke (2006)
- One Road (2007)
- Mannen som elsket Yngve (2008)
- Død snø (2008)
- Tempus Fugit (2009)
- Rottenetter (2009)
- Tomme tønner (2010)
- Hora 2 - Inside the Whore (2011)
- Age of Heroes (2011)
- Varg Veum - Dødens drabanter (2011)
- Umeå4ever (2011)
- Tomme tønner 2 - Det brune gullet (2011)

## Televisieseries
- U (2001)
- Melonas (2005)
- Okkupert (2015)